# Madeleine Rees
Madeleine Rees é uma advogada britânica especializada em direito internacional e direitos humanos, Secretária Geral da Women’s International League for Peace and Freedom (Liga Internacional de Mulheres para a Paz e a Liberdade, WILPF), Organização Não Governamental focada na análise de conflitos, incluindo militarismo e tráfico de armas, combate às desigualdades, analisa a economia política do ponto de vista do género, e usando os direitos humanos e uma abordagem feminista para encontrar soluções que levem à paz sustentável e inclusiva.

## Prémios e homenagens
Rees recebeu o grau de Oficial da Ordem do Império Britânico (OBE) em 2014 pelos serviços prestados em prol dos Direitos Humanos.
Madeleine Rees foi homenageada pela Suécia, na exposição itinerante "Mundo Igualitário do ponto de vista do género - um tributo a quem luta pelos Direitos das Mulheres", constituída por quinze retratos de autoria da fotógrafa sueca Anette Brolenius, de personalidades que se distinguiram pela luta da Igualdade de Género e Direitos das Mulheres. Esta exposição esteve pela primeira vez em Portugal, abrindo ao público no dia 2 de março de 2020, no concelho do Funchal, na Região Autónoma da Madeira.